# ゆっくりしていってね!!!
ゆっくりしていってね!!!は、2ちゃんねるなどの電子掲示板でよく用いられるアスキーアート（AA）によるキャラクターの一種、およびインターネットスラングである。アスキーアートを元としたイラストのキャラクターとしても用いられ、ゆっくりの名称で動画投稿サイト等で使用されている。

「ゆっくりしていってね！！！」のアスキーアート

## 概要
同人ゲーム『東方Project』の主人公格のキャラクターである「博麗霊夢」と「霧雨魔理沙」の頭部をモチーフにしたキャラクターが2人で「ゆっくりしていってね！！！」と歓迎の意を表すAAである。本来、感嘆符は全角の感嘆符を3つ使用して「ゆっくりしていってね！！！」と表現する（文末の感嘆符が半角で表記されることも多々ある）。またはイラスト化されたことで掲示板以外での仕様も広がり、動画投稿サイトなどで広く用いられている。
キャラクターを指す場合には「ゆっくり」と呼ばれることが多く、個々の名称を呼ぶ場合にはキャラクター名から「ゆっくり霊夢」「ゆっくり魔理沙」と呼称されることもある。

## 沿革
正確な年月は不明であるが、東方Projectの二次創作者のひとりであったグラフィックデザイナーのDプ竹崎が2ちゃんねるのスレッドに投稿したアスキーアートが始まりであるとされる。2005年頃、ふたば☆ちゃんねるで東方のイラストを描いていたDプ竹崎は、2ちゃんねるに霊夢のアスキーアートを投稿した。 やがて別のユーザーによりこれを改造し、包丁をもたせた「ケヒヒ霊夢」のアスキーアートが作成され、その頭部のみのアスキーアートも投稿された。Dプ竹崎はこれをもっと丸くした「まんじゅう霊夢」のアスキーアートを投稿した。その2年後、Dプ竹崎は全編アスキーアートでの同人誌を作成したが、この中の一コマに「ゆっくり魔理沙」の原型となるアスキーアートが書かれ、後に2ちゃんねるに投稿したという。
やがて霊夢と魔理沙の頭部を組み合わせ、「ゆっくりしていってね！！！」というフレーズを話す形のものが生まれたが、この構成を行った人物は不明である。このスタイルが厳密にいつから流行り出したかは不明だが、2007年末から2008年初頭にかけ2ちゃんねるゲーム関連スレやニュース速報板などに次々と投稿されるようになった。また、2008年2月2日にイラストレーターの「まそ」が運営する「2ch全AAイラスト化計画」というWebサイトにてイラストが公開された。翌日には2ちゃんねるガイドライン板や東方シリーズ板にスレッドが立つなど動きもあり、2ちゃんねるのみならずふたば☆ちゃんねるなどでこのイラストも流行した。その後まそは2ちゃんねるのトップページイラストを手掛けるようになり、2010年頃にはモナーややる夫などの2ちゃんねるアスキーアートを元としたキャラクターらとともに、ゆっくり霊夢およびゆっくり魔理沙のイラストも掲載されていた。
また「ゆっくりしていってね！！！」というフレーズ自体もインターネットスラングとして流行し、未来検索ブラジルが主催するネット流行語大賞では、2008年度の銅賞を受賞。またgooが2008年7月に調査した『ネットの「ガイドライン」』では、10位にランクインしている。
「ゆっくり」のイラスト自体の人気も長く続き、霊夢や魔理沙のほかにも早苗やチルノまたは射命丸文をモチーフにしたきめぇ丸のような他の東方Projectのキャラクターや、他のゲーム・アニメ作品のキャラクターを使用したものが作成され、
フリー格闘ゲームM.U.G.E.Nに対応したキャラクターも製作されている。
さらにニコニコ動画やYouTubeなどの投稿動画サイトで多用されるようになり、「ゆっくり実況」や「ゆっくり茶番劇」（またはトーク、物語など様々な呼び方がある）「ゆっくり解説」などのジャンルを構成するようになった。

## ゆっくりボイス
動画において「ゆっくり」が発声する音声は、アクエスト社の音声合成ライブラリ「AquesTalk」が元となっており、「ゆっくりボイス」と呼ばれている。「AquesTalk」は同社の山崎信英が開発したものであり、本来組込用途を想定したソフトウェアであった。このライブラリを用いたテキスト読み上げフリーウェア「SofTalk」には当初アクセントを付ける機能がなく、非常に平坦な音声であった。これが「ゆっくり」の音声として用いられたことで、独特の声と喋りで人気を博した。また同じく「AquesTalk」のライブラリを用いたテキスト読み上げソフト「棒読みちゃん」も使用されている。「AquesTalk」は当初よりバージョンアップが行われているが、動画投稿者は旧式の「AquesTalk 1」のライブラリを用いることが多いとされる。「ゆっくりボイス」はゆっくり実況やゆっくり茶番劇などのゆっくりのイラストを用いた動画以外でも使用されており、2020年に流行した「たべるんごのうた」などにも使用されている。

## 著作権と二次使用
イラストとしての「ゆっくり」は、キャラクターとしての霊夢及び魔理沙を二次創作としてアスキーアート化したものをイラストとし、さらにそれを元に三次創作が重ねられてきた経緯があり、権利関係が非常に不明確であった。
2020年10月8日、東方Project25周年を記念した公認二次創作ゲーム『東方ダンマクカグラ』を制作するアンノウンXより、その歴史や著作権をまとめた動画が発表された。この動画の中で東方Projectの原著作権者である上海アリス幻樂団代表ZUN、アスキーアートの制作者Dプ竹崎、イラスト制作者のまその三者とも基本的に自由使用が可能であるとしたコメントが紹介され、他の東方Project関連のキャラクター同様、「東方Projectの二次創作ガイドライン」の対象であるとされた。

### ゆっくり茶番劇商標登録問題
YouTuberである柚葉/Yuzuhaが東方Project原作のキャラクター（博麗霊夢・霧雨魔理沙など）をモチーフにした「ゆっくり」を使用する動画ジャンルである「ゆっくり茶番劇（ゆっくりちゃばんげき）」の名称の商標登録を行い、この単語を使用する動画投稿者などから利用料の徴収等を試み、Twitterを中心としたプラットフォーム上で大きな反発を招いた騒動。騒動の後、商標権は破棄された。

## アスキーアート
```
　　 _,,....,,_　 ＿人人人人人人人人人人人人人人人＿
 -''":::::::::::::｀''＞　　　ゆっくりしていってね！！！　　　＜
 ヽ:::::::::::::::::::::￣^Ｙ^Ｙ^Ｙ^Ｙ^Ｙ^Ｙ^Ｙ^Ｙ^Ｙ^Ｙ^Ｙ^Ｙ^Ｙ^Ｙ^￣
 　|::::::;ノ´￣＼:::::::::::＼_,. -‐ｧ　　　　　＿_　　 _____　　 ＿_____
 　|::::ﾉ　　　ヽ､ヽr-r'"´　　（.__　　　　,´　_,, '-´￣￣｀-ゝ 、_ イ、
 _,.!イ_　　_,.ﾍｰｧ'二ﾊ二ヽ､へ,_7　　　'r ´　　　　　　　　　　ヽ、ﾝ、
 ::::::rｰ''7ｺ-‐'"´　 　 ;　 ',　｀ヽ/｀7　,'＝=─-　　　 　 -─=＝',　i
 r-'ｧ'"´/　 /!　ﾊ 　ハ　 !　　iヾ_ﾉ　i　ｲ　iゝ、ｲ人レ／_ルヽｲ i　|
 !イ´ ,' |　/__,.!/　V　､!__ﾊ　 ,'　,ゝ　ﾚﾘｲi (ﾋ_] 　　 　ﾋ_ﾝ ).| .|、i .||
 `! 　!/ﾚi'　(ﾋ_] 　　 　ﾋ_ﾝ ﾚ'i　ﾉ　　　!Y!""　 ,＿__, 　 "" 「 !ﾉ i　|
 ,'　 ﾉ 　 !'"　 　 ,＿__,　 "' i .ﾚ'　　　　L.',.　 　ヽ _ﾝ　　　　L」 ﾉ| .|
 　（　　,ﾊ　　　　ヽ _ﾝ　 　人! 　　　　 | ||ヽ、　　　　　　 ,ｲ| ||ｲ| /
 ,.ﾍ,）､　　）＞,､ _____,　,.イ　 ハ　　　　レ ル｀ ー--─ ´ルﾚ　ﾚ´　　
```

左が「ゆっくり魔理沙」、右が「ゆっくり霊夢」

## ギャラリー

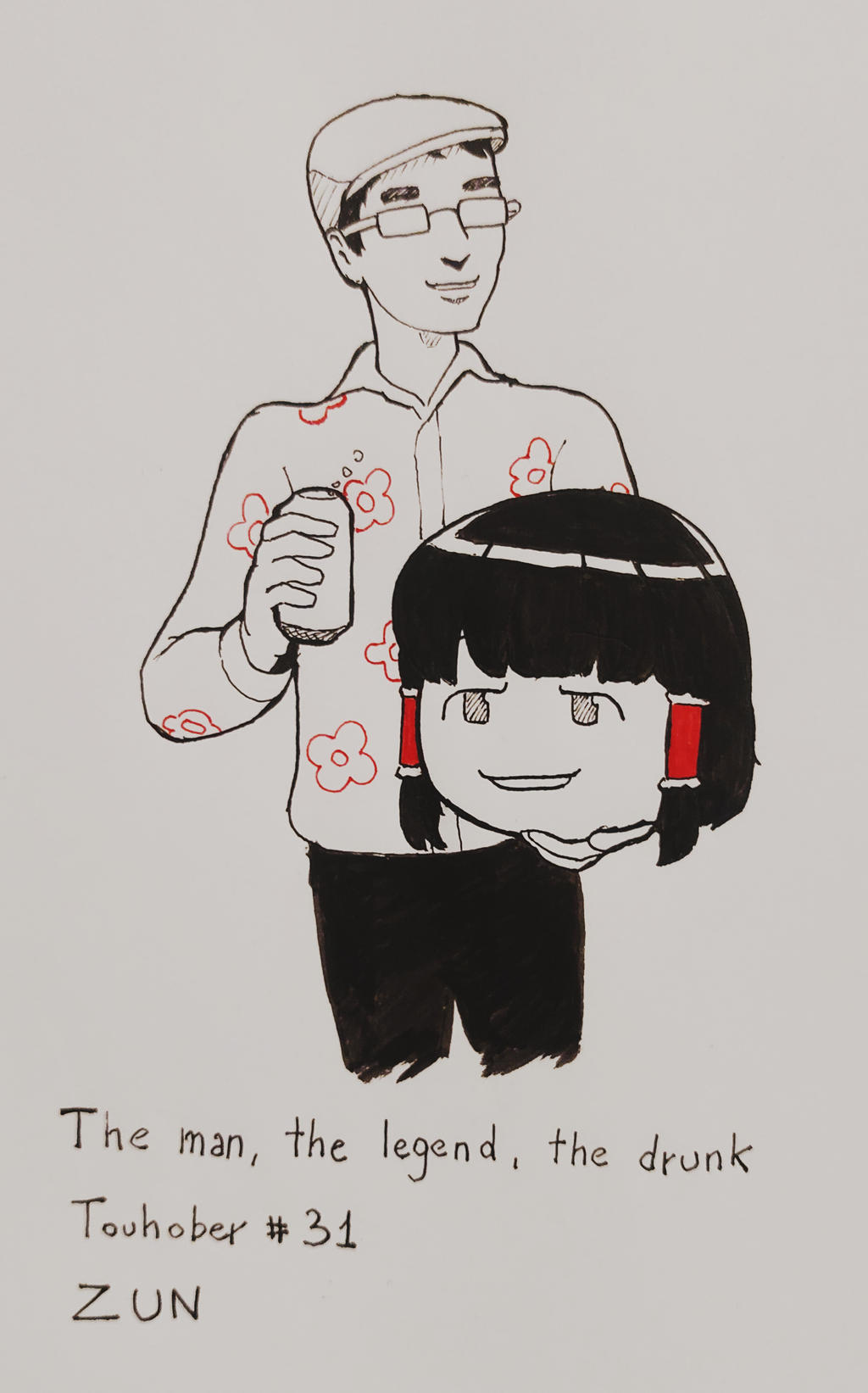
ZUNとゆっくり霊夢のファンアート